# CSKB-Progress

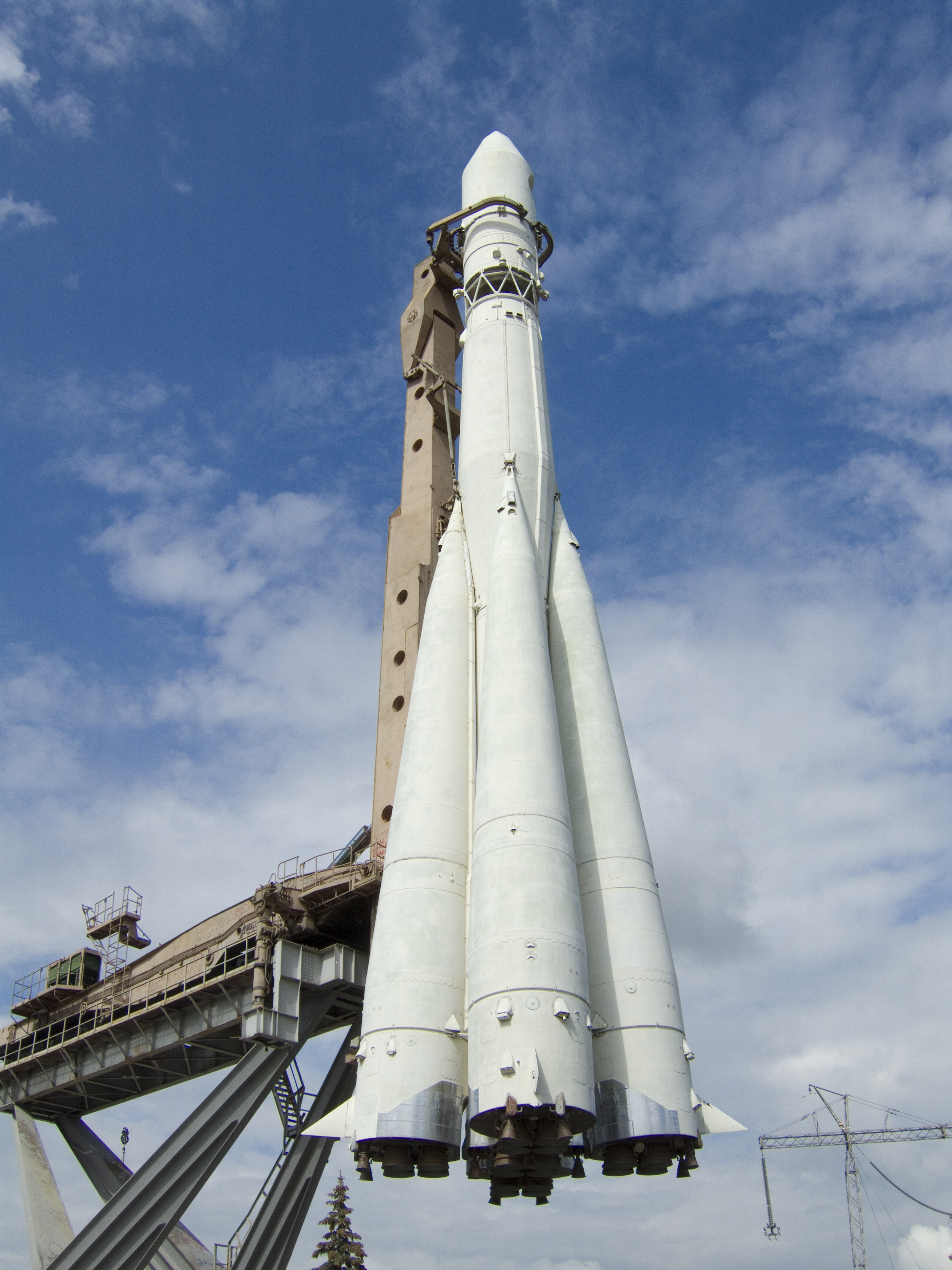
Rakieta Wostok na ekspozycji w Ogólnorosyjskim Centrum Wystawowym w Moskwie

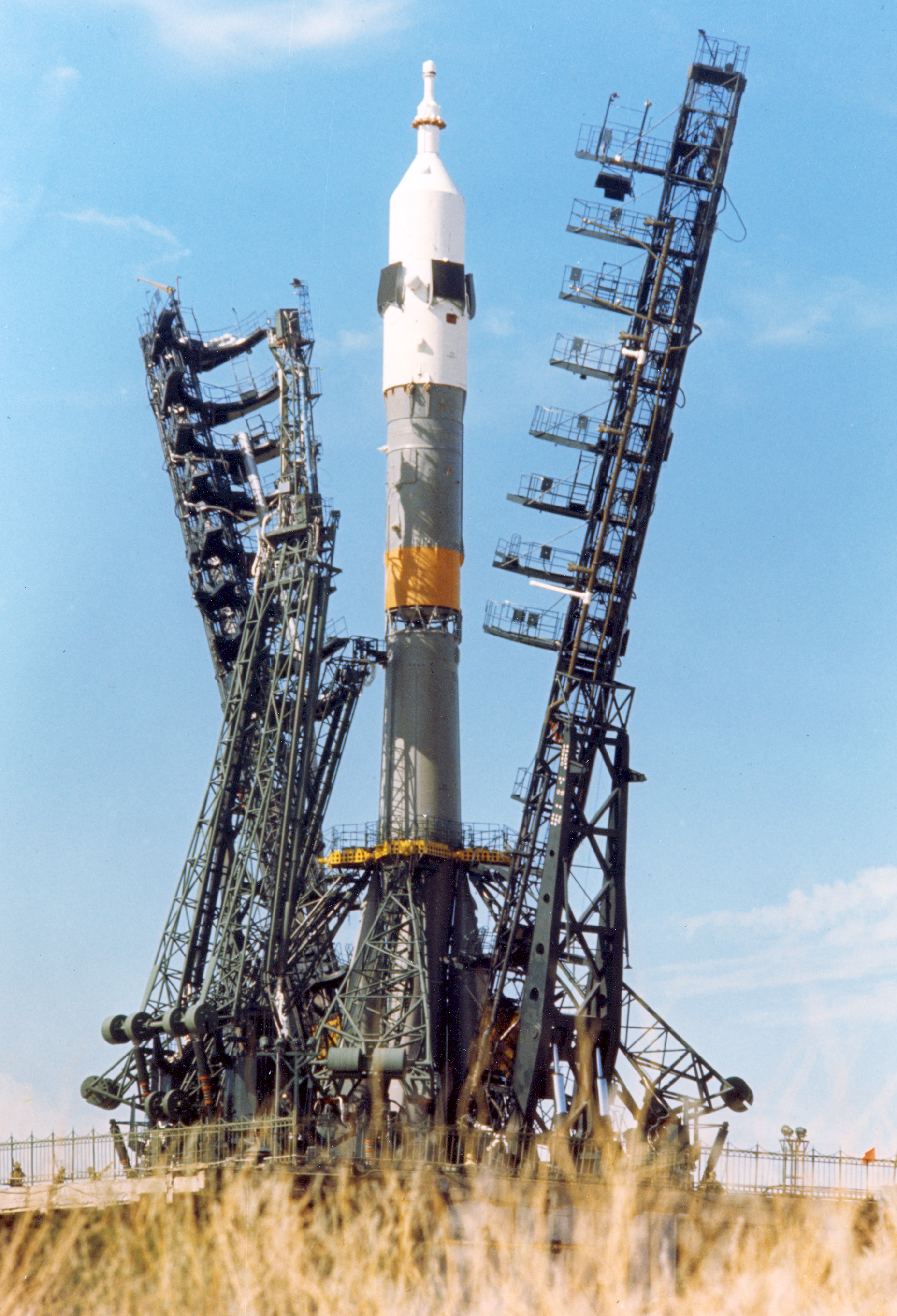
Rakieta Sojuz produkowana przez CSKB-Progress

Państwowe Rakietowo Kosmiczne Centrum CSKB-Progress (ros. Государственный научно-производственный ракетно-космический центр «ЦСКБ-Прогресс») – jedno z wiodących rosyjskich przedsiębiorstw, będące głównym dostawcą rakiet nośnych dla rosyjskiego programu kosmicznego.
Powstało w 1996 roku z połączenia Centralnego Specjalistycznego Biura Konstrukcyjnego (CSKB) oraz Samarskich Zakładów Progress. Siedziba przedsiębiorstwa znajduje się w mieście Samara w obwodzie samarskim. Ponadto zakłady posiadają filie na kosmodromach w Bajkonurze i Plesiecku, w których przeprowadzany jest końcowy montaż rakiet.

## Historia[1]
- Przedsiębiorstwo powstało w 1894 roku w Moskwie jako warsztat zajmujący się naprawą rowerów. W efekcie rozwoju warsztat przekształcił się wkrótce w „Zakład Duks” – producenta drezyn kolejowych, rowerów, motocykli, samochodów i sterowców.
- W 1919 roku Zakłady Duks przekształcono w Państwowe Zakłady Lotnicze nr 1. Do wybuchu II Wojny Światowej produkowano w nich pierwsze radzieckie myśliwce: I-1, I-2, I-3, I-15, I-190, R-1, R-5 i MiG-3.
- 19 maja 1949 roku dokonano próbnego odpalenia pierwszej na świecie rakiety dwustopniowej R-3, skonstruowanej w zakładzie.
- Latem 1941 roku zakłady zostały ewakuowane z Moskwy do miasta Kujbyszew (obecnie Samara). W czasie II Wojny Światowej zakład był jedną z wiodących wytwórni lotniczych w ZSRR. W zakładach wyprodukowano na przykład 11863 z ponad 36000 samolotów szturmowych Ił-2, ponadto produkowano samoloty Ił-10 i MiG-3.
- Po zakończeniu II Wojny Światowej w zakładach podjęto seryjną produkcję pierwszych radzieckich samolotów odrzutowych MiG-9. W późniejszym czasie produkowano samoloty MiG-15, MiG-17, Ił-28 i Tu-16. W sumie w okresie od 1909 do 1960 roku zakłady opuściło ponad 42 tys. samolotów.
- W początkach 1958 roku radziecki rząd podjął decyzję o powierzeniu Państwowym Zakładom Lotniczym nr 1 produkcji seryjnej rakiet serii R-7. Tym samym dokonano przebranżowienia zakładów z produkcji lotniczej na rakietowo-kosmiczną. Dokonano również zmiany nazwy na „Zakłady Progress”.
- W zakładach produkowano rakiety serii R-7, w tym rakiety Wostok, Mołnia, Łuna i Sojuz. W połowie lat sześćdziesiątych w zakładach produkowano radzieckie rakiety księżycowe N1, a w latach osiemdziesiątych Energia.
- W 1959 roku na terenie zakładów uruchomiono filię nr 3 biura konstrukcyjnego OKB-1 w celu zapewnienia wsparcia dla zakładu produkcyjnego. W 1974 roku filię przekształcono w samodzielne biuro konstrukcyjne – CSKB.
- Obecnie w zakładach prowadzona jest seryjna produkcja rakiet Sojuz w różnych wersjach i wariantach.

W czasach radzieckich zakłady produkowały łodzie motorowe „Progress”, a obecnie w zakładach oprócz rakiet kosmicznych produkowane są między innymi jednorazowe strzykawki i łodzie wycieczkowe.